# 16 thermidor
16 messidor 16 fructidor
Le sextidi 16 thermidor, officiellement dénommé jour de la guimauve, est le 316e jour de l'année du calendrier républicain.
C'était généralement le 3e jour du mois d'août dans le calendrier grégorien.

## Événements
- An III (1795) : création du Conservatoire de musique.